# AgustaWestland AW109
AgustaWestland AW109 je lahki dvomotorni večnamenski helikopter. Zasnovalo ga je  italijansko podjetje Agusta v 1970ih pod oznako A109, zdaj ga proizvaja združeno italijansko-britansko podjetje AgustaWestland pod novo oznako AW109. Helikopter se uporablja za VIP transporte, iskanje in reševanje, medicinsko evakuacijo in drugo. V Soveniji ga uporablja helikopterski oddelek policije.
V 1960 je Agusta zasnovala A109 kot enomotorni komercialni helikopter. Kmalu zatem so ga spremnili v dvomotornega z dvema Allison 250-C14 turbogrednima motorjema. Predlagane vojaška verzije A109B niso zgradili, namesto tega so se osredotočili na komercialni osem-sedežni A109C. S serijsko proizvodnjo so začeli leta 1976, helikopter je hitro postal komercialni uspeh. Agusta je potem ponovno poskušala na vojaškli vetziji s protitankovskimi raketami TOW missile. Dve vojaški verziji so razvili, eno kot lahko napadalno letalo in drugo za mornarico.
Trupe za AW109 izdeluje poljski PZL-Świdnik. Junija 2006 je dostavil 500-ti trup po desetih letih sodelovanja. .
A109 je bila vpletena v Belgijski škandal, kjer naj bi Agusta podkupila belgijske funkcionarje. A109 je bila preimenovana v AW109 pod združitvi Agusta (divizija podjetja Finmeccanica S.p.A.) in Westland Helicopters (divizija podjetja GKN plc) v AgustaWestland.
Avgusta 2008 sta Scott Kasprowicz in Steve Sheik podrla svetovni rekord okoli sveta s časom 11 dni, 7 ur in 2 minuti .AgustaWestland Grand je tudi postavil rekordr med mesti New York in Los Angeles.

## Tehnične specifikacije (AW109 Power z PW206C)
- Posadka: 1 ali 2
- Kapaciteta: 6 ali 7 potnikov
- Dolžina: 11,448 m (37 ft 7 in)trup
- Širina: 2,88 m (9 ft 5 in)
- Višina: 3,50 m (11 ft 6 in)
- Prazna teža: 1 590 kg (3 505 lb)
- Maks. vzletna teža: 2 850 kg (6 283 lb)
- Motorji: 2 × Pratt & Whitney Canada PW206C Turbogredni, 418 kW (561 KM) vsak
- Premer rotorja: 11,00 m (36 ft 1 in)

- Maks. hitrost: 285 km/h (177 mph; 154 vozlov)
- Hitrost vzpenjanja: 9,8 m/s (1 930 ft/min)